# کوهی شیمودا
کوهی شیمودا (انگلیسی: Kohei Shimoda؛ زادهٔ ۸ آوریل ۱۹۸۹) بازیکن فوتبال اهل ژاپن است.
از باشگاه‌هایی که در آن بازی کرده‌است می‌توان به باشگاه فوتبال توکیو اشاره کرد.